# My Heart Will Go On
My Heart Will Go On è un singolo della cantante canadese Céline Dion, utilizzato come colonna sonora del film Titanic, diretto da James Cameron e basato sulla vicenda dell'omonimo transatlantico britannico che affondò nel 1912 nell'Oceano Atlantico settentrionale dopo essersi scontrato con un iceberg. La musica della canzone è stata composta da James Horner mentre i testi sono stati scritti da Will Jennings. La produzione è stata curata da Walter Afanasieff con la collaborazione dello stesso Horner.

## Descrizione
Pubblicato come quarto singolo promozionale del quinto album in studio in lingua inglese della Dion, Let's Talk About Love (1997), e come unico singolo della colonna sonora del film, la power ballad d'amore divenne un successo internazionale raggiungendo la numero uno delle classifiche di tutto il mondo, tra cui Australia, Austria, Belgio, Canada, Danimarca, Finlandia, Francia, Germania, Irlanda, Italia, Paesi Bassi, Norvegia, Scozia, Spagna, Svezia, Svizzera, Regno Unito e Stati Uniti d'America. My Heart Will Go On è stato pubblicato in Australia e Germania l'8 dicembre 1997 e nel resto del mondo tra gennaio e febbraio 1998. La canzone vinse nel 1998 un Oscar e un Golden Globe nella categoria Miglior canzone originale e un anno dopo trionfò ai Grammy Award in quattro categorieː registrazione dell'anno, canzone dell'anno, miglior interpretazione vocale pop femminile e miglior canzone scritta appositamente per un film o televisione.
Diventando il singolo più venduto della cantante, My Heart Will Go On è considerato il cavallo di battaglia di Céline Dion. Il brano è stato anche inserito nella lista delle Canzoni del Secolo (Songs of the Century) dalla Recording Industry Association of America e dalla National Endowment for the Arts. Il videoclip musicale è stato diretto da Bille Woodruff e pubblicato alla fine del '97. La Dion interpretò la canzone alla cerimonia di premiazione dei Billboard Music Award del 2017 per celebrare il ventesimo anniversario dall'uscita del film. Con 18 milioni di copie vendute, è diventato il secondo singolo più venduto da una cantante femminile nella storia.

## Antefatti
Il contratto stipulato tra la Sony Music Entertainment e i produttori musicali del film prevedeva solo la realizzazione della colonna sonora composta da James Horner e non anche la produzione di una canzone con cui terminare il film, anche perché il regista Cameron non era affatto d'accordo a far terminare la sua opera con un brano pop. Tommy Mottola, allora a capo della Sony, disse che Cameron fece pressione per provare ad avere qualcosa che sarebbe stato un ulteriore potente strumento di marketing, anche se era scettico sul fatto che una canzone pop avrebbe funzionato nel suo film drammatico. Anche Il vicepresidente della Sony Music Soundtrax, Glen Brunman era in disaccordo a far cantare una canzone pop soprattutto alla Dion, dichiarandoː "No song, no Céline."

### La scelta della Dion
Horner scelse per la canzone Céline Dion perché aveva già lavorato in passato con l'artista canadese ma anche perché si ricordò del provino che le fece fare per il tema che aveva scritto per il film d'animazione Fievel conquista il West. L'interpretazione della cantante gli piacque ma fu scartata a causa della sua poca notorietà (in quel periodo la Dion si era da poco affacciata sul mercato discografico statunitense), tuttavia trovò il modo per riscattarsi, mostrando il suo piano riguardo a My Heart Will Go On al suo collaboratore Simon Franglen:
(Walter Afanasieff)
Quando la Dion ascoltò per la prima volta la canzone interpretata da Horner al pianoforte in una suite del Caesars Palace non ne volle sapere di inciderla, perché non le piacque come il compositore la stava cantando. La cantante, inoltre, era appena uscita dal successo di Because You Loved Me e di Beauty and the Beast e non aveva alcuna intenzione di registrare un'altra canzone per un ennesimo film, non volendo spingere la sua fortuna e la sua carriera con temi cinematografici. René tuttavia riuscì a persuaderla e a convincerla a registrare la demo. Céline Dion registrò la canzone in una sola notte in una sola ripresa audio in uno studio di registrazione di New York davanti ai suoi produttori.
(Céline Dion)

## Registrazione

### Composizione
La canzone è scritta nella tonalità di Mi maggiore, anche se il leitmotiv (come sentito nell'introduzione) è nella relativa tonalità di Do diesis minore. Le strofe seguono la progressione di accordi di Mi, Si, La, Mi, Si, mentre il ritornello ha la progressione di accordi di Do♯m, Si, La, Si. La canzone modula in Fa minore nel ritornello finale e termina con l'accordo di La bemolle maggiore. Particolarmente enfatizzato è l'arrangiamento strumentale; l'uso del flauto è prominente, supportato dall'uso melodico di archi e chitarre ritmiche. La canzone presenta sia strumenti acustici che elettronici. La performance vocale di Céline Dion è descritta come "emotiva" e "impegnativa" dalla Pandora Radio.

### Produzione
Di My Heart Will Go On furono realizzate due versioni: la prima è quella che appare nei titoli di coda del film, mentre l'altra è quella prodotta da Walter Afanasieff per essere distribuita come singolo radiofonico. Quest'ultima versione vinse il Grammy Award per la Registrazione dell'Anno nel 1999. Riguardo all'incontro con il suo collega Horner e al suo lavoro, Afanasieff dichiarò in un'intervista a Billboardː
(Walter Afanasieff)
Afanasieff produsse e registrò da zero l'intera traccia, curando l'orchestra, i timpani, le voci di sottofondo, l'assolo di chitarra e la batteria gigante. Quando il lavoro stava per terminare, l'etichetta discografica gli ordinò di accettare James Horner come suo collaboratore e co-produttore del singolo:
(Walter Afanasieff)
La versione originale, ovvero quella che appare nell'album della colonna sonora del film e che viene riprodotta nei titoli di coda del film, fu prodotta da James Horner e Simon Franglen ed è il demo originale della canzone. Questa versione ha una durata di poco più di cinque minuti e ha un finale prolungato con dei vocalizzi segmentati della Dion più lunghi. La Soundtrack Version fu mixata da Franglen che mixò anche l'intera colonna sonora, espandendo il demo e aggiungendo l'orchestra al ritornello finale.
La versione singolo di My Heart Will Go On, cioè quella rilasciata per le radio e prodotta da Afanasieff, ha l'aggiunta di archi e chitarra elettrica, oltre a parti ri-arrangiate. Questa versione, della durata di poco più di quattro minuti e mezzo, appare sia sul maxi singolo a 4 tracce che sull'album della Dion, Let's Talk About Love. All'apice della popolarità della canzone, alcune stazioni radio negli Stati Uniti e nel Regno Unito suonarono una versione modificata della canzone, che aggiunse dei momenti drammatici nel dialogo dei personaggi principali, Jack e Rose, del film, inserita tra le linee vocali della cantante.

## Contenuti e pubblicazioni
My Heart Will Go On fu pubblicata in Asia, Australia, Europa, America Latina e Sudafrica su un CD singolo contenente altri brani della Dion utilizzati come temi d'amore in altri film come Because You Loved Me, When I Fall in Love e Beauty and the Beast. In Australia e in Europa fu rilasciata una versione del singolo contenente la Soundtrack Version del tema d'amore e altre tracce come Have a Heart, Nothing Broken but My Heart e Where Does My Heart Beat Now. Molti produttori, come Tony Moran o Richie Jones, realizzarono delle versioni dance remix di My Heart Will Go On, pubblicate in varie edizioni e versioni del CD singolo. Negli Stati Uniti e in alcuni paesi europei il singolo fu accompagnato da tracce lato B tratte dalla colonna sonora del film, come Rose o Southampton.
My Heart Will Go On, oltre ad essere pubblicata sull'album di Céline Dion del 1997, Let's Talk About Love e sull'album Titanic: Music from the Motion Picture appare anche in tutte le raccolte musicali, sia registrate in studio sia registrate dal vivo, della cantante canadese.
Il tema d'amore di Titanic è stato inserito nel 1999 nel primo greatest hits della Dion, All the Way... A Decade of Song, e nel 2008 nella seconda raccolta di successi in lingua inglese, My Love: Essential Collection. Nel 1998 fu rilasciato dalla Epic Records l'album VH1 Divas Live, il quale conteneva l'esibizione dal vivo di My Heart Will Go On. Dopo il tour promozionale dell'album pubblicato da Céline nel 1997, la cantante pubblicò un album live intitolato Au cœur du stade (1999) e contenente il famoso brano in questione. Altri album live in cui fu inserita la canzone sonoː A New Day... Live in Las Vegas (2004), Taking Chances World Tour: The Concert (2010) e Céline une seule fois / Live 2013 (2014).
My Heart Will Go On appare in altre compilation di Céline Dionː Complete Best (2008), Un peu de nous (2017) e The Best So Far... 2018 Tour Edition (2018).

## Videoclip musicale
Céline Dion, per realizzare il videoclip del brano, scelse come regista Billie Woodruff, noto per aver diretto molti videoclip per artisti di R&B e hip-hop come Joe, per il quale diresse nove videoclip musicali dal 1994, e Toni Braxton, con cui lavorò dieci volte dal 1996:
(Billie Woodruff)
Il videoclip fu girato a Los Angeles in due giorni ed è stato realizzato con scene tratte dal film Titanic che si alternano a scene in cui la Dion, vestita di bianco, canta sulla prua della nave con sfondo i colori del tramonto. Le scene del film che s'intervallano sono l'incontro tra i due protagonisti del film (Kate Winslet e Leonardo DiCaprio), la scena in cui Rose (Kate Winslet) posa nuda, le tragiche scene dell'affondamento della nave e altre ancora. Il videoclip termina con le riprese della Dion con alle spalle un cielo stellato.
Il videoclip musicale è stato pubblicato nella raccolta pubblicata da Céline nel 2001, All the Way... A Decade of Song & Video.

## Recensioni da parte della critica
Il brano interpretato da Céline Dion ottenne un'accoglienza mista da parte dei critici musicali. L'editore di AllMusic, Stephen Thomas Erlewine, scrisse che questa canzone "brilla nel modo più brillante" contrassegnandola come una canzone di spicco. Heather Phares di AllMusic, valutò il singolo con 4 stelle su 5 e scrisse riguardo l'interpretazione della cantante: "In effetti, le sue esibizioni a VH1 Divas Live, ai Grammy Award del 1998... e nel suo album del 1997 Let's Talk About Love hanno cementato My Heart Will Go On come la quintessenza dello stile ampio e romantico di Dion." Yahooǃ descrisse la canzone come una "power ballad emotiva che ha perfettamente catturato la bramosia romantica [del Titanic]". Su Vulture fu scritto che è una canzone potente e ha "uno dei più gloriosi cambiamenti chiave nella storia della musica registrata", e che "la sua eredità è eclissata solo dalla canzone I Will Always Love You " di Whitney Houston "certamente molto superiore". The Washington Post apprezzò il modo in cui la canzone non fu appena contrassegnata alla fine del film di tre ore, ma ha un motivo lirico che è già stato inserito nei momenti chiave della storia d'amore del film per creare una narrazione musicale.
Negli ultimi anni, My Heart Will Go On non si è rivelato popolare tra i lettori della rivista Rolling Stone; né è diventato popolare con Kate Winslet, che ha interpretato Rose DeWitt Bukater - la protagonista immaginaria della canzone - nel film. Nel 2011, Rolling Stone la considerò la settima canzone peggiore degli anni '90, scrivendoː"La canzone di Céline Dion e il film sono invecchiati molto male, ma se tu fossi una ragazzina di 13 anni nel 1997 le probabilità sono molto alte che questa canzone ti farebbe piangere gli occhi. Ora probabilmente ti fa solo rabbrividire." La Winslet dichiarò che la canzone le faceva venire la sensazione di "vomitare", a causa della tendenza della gente a iniziare a suonarla quando era in giro: "Vorrei poter dire, 'Oh ascoltatela tutti! È la canzone di Céline Dion!' Ma io no, devo solo sedermi lì, sai, con tipo una faccia tesa con un enorme rotolamento interiore". The Atlantic attribuì il declino della popolarità della canzone alla sua sovraesposizione e aggiunse che nel corso degli anni ci sono state molte parodie dei testi della canzone sostenendo che "My Heart Will Go On and on and on and on". Vulture scrisseː"è diventato di moda non gradire la canzone perché incapsula la maggior parte di tutto ciò che gli spettatori un tempo entusiasti non amano di Titanic: è obsoleto, scadente e eccessivamente drammatico". L'11 settembre 2010, Matthew Wilkening di AOL Radio classificò il brano alla numero 11 della sua lista delle "100 peggiori canzoni di sempre", dichiarando una nuova regola: "D'ora in poi, l'usignolo canadese, e non il capitano, deve affondare con questa nave".

## Successo commerciale
My Heart Will Go On è il più grande successo della carriera di Céline Dion ed è uno dei singoli più venduti della storia, avendo venduto 18 milioni di copie in tutto il mondo. Negli Stati Uniti fu distribuito un numero limitato di copie. Indipendentemente da ciò, il singolo debuttò alla numero uno della Billboard Hot 100, vendendo 360 000 copie, e vi rimase in prima posizione per due settimane consecutive. Inoltre, la canzone trascorse dieci settimane alla numero uno della Billboard Hot 100 Airplay. A dimostrazione della popolarità ottenuta nelle radio, la canzone ha battuto il record per aver raccolto il più vasto pubblico radiofonico di sempre, raccogliendo 117 milioni di ascoltatori nel febbraio 1998. Il singolo fu certificato disco d'oro dalla RIAA ad un mese di distanza dalla pubblicazione negli Stati Uniti.
In Canada il brano della Dion ebbe un successo crescente. Il 26 gennaio 1998 My Heart Will Go On debuttò alla posizione numero 85 della classifica RPM 100 Hit Tracks. Una settimana dopo il singolo fece una scalata velocissima posizionandosi alla numero dieci. Il 2 marzo la canzone raggiunse, dopo due settimane in decima, una in nona e una in quarta posizione, la numero uno della classifica dei singoli più venduti in Canada. Il singolo rimase sei settimane consecutive in prima posizione fino al 6 aprile 1998. Il tema d'amore del film Titanic entrò anche nella classifica Adult Contemporary stilata dal periodico RPM. Nella prima settimana si posizionò in 46ª posizione e dopo cinque settimane raggiunse la numero uno della classifica. Anche nella RPM Adult Contemporary Tracks il singolo rimase per sei settimane consecutive in prima posizione. Il 16 marzo My Heart Will Go On fu scavalcato per una sola settimana dal brano The Mummers' Dance della cantautrice canadese Loreena McKennitt, e una settimana dopo si riposizionò alla numero uno rimanendovi per altre due settimane. In totale il singolo fu primo in Canada per otto settimane nella classifica Adult Contemporary.
Il singolo raggiunse la prima posizione in molte altre classifiche statunitensi, tra cui la Hot Adult Contemporary Tracks (10 settimane), la Mainstream Top 40 (10 settimane), la Latin Pop Songs (4 settimane), la Hot Latin Pop Airplay (1 settimana) e la Hot Latin Tracks (1 settimana). In quest'ultima classifica My Heart Will Go On è la prima canzone in lingua non spagnola a occupare una posizione e per di più la numero uno. Grazie a questo successo Céline fu premiata con un Billboard Latin Music Award per il traguardo raggiunto e per la rarità del successo.
A livello internazionale, il singolo ottenne un successo fenomenale, trascorrendo molte settimane al primo posto in vari paesi, tra cui 17 settimane nella classifica Eurochart Hot 100 Singles, 15 settimane in Svizzera, 13 settimane in Francia e Germania, 11 settimane nei Paesi Bassi e Svezia, dieci settimane in Belgio Vallonia, Danimarca, Italia e Norvegia, sette settimane in Belgio Fiandre, sei settimane in Irlanda, quattro settimane in Australia e Austria, due settimane in Spagna e nel Regno Unito e una settimana in Finlandia.
My Heart Will Go On è uno dei singoli che ha ottenuto più successo in Germania dove fu certificato quattro volte disco di platino. Il singolo vendette oltre 1,2 milioni di copie in Francia ed ottenne il disco di diamante. Inoltre, la canzone è stata certificata triplo disco di platino in Belgio, doppio disco di platino in Australia, Paesi Bassi, Norvegia, Svezia e Svizzera, disco di platino in Grecia e disco d'oro in Austria. My Heart Will Go On fu distribuito due volte in Giappone. L'edizione pubblicata nel gennaio 1998 vendette 205 300 copie e fu certificata doppio disco di platino. La seconda edizione, quella rilasciata nel giugno 1998, vendette 111 920 copie e fu certificata disco d'oro.
Nel Regno Unito, My Heart Will Go On ha venduto 1 681 023 copie (dati aggiornati a settembre 2017), diventando il secondo singolo più venduto in Gran Bretagna da Céline Dion dopo Think Twice (1995) della stessa Dion. Il brano fu il secondo singolo più venduto del 1998 nel Regno Unito Bretagna dietro Believe di Cher. Questo rese Céline l'unica artista solista ad avere venduto più di un milione di copie con due singoli in Gran Bretagna, un record che rimase fino all'inizio del 2012 quando Rihanna pubblicò Only Girl (in the World) nel 2010 e We Found Love nel 2011. Il 25 maggio 2019 My Heart Will Go On è stato certificato triplo disco di platino; dopo i dati aggiornati delle vendite il singolo risulta aver venduto 1 800 000 copie.

## Premi e riconoscimenti
My Heart Will Go On nel 1998 vinse l'Academy Award alla miglior canzone originale. Nello stesso anno e nella stessa categoria la canzone fu premiata anche ai Golden Globe. Il tema del film Titanic dominò la 41ª edizione dei Grammy Award vincendo in quattro categorieː Registrazione dell'Anno (prima volta vinta da un artista canadese), Canzone dell'Anno, Migliore interpretazione vocale pop femminile e Miglior canzone scritta appositamente per un film, televisione o altri media audio-visivi.
La canzone vinse anche un Japan Gold Disc Award come Canzone dell'Anno e un Billboard Music Award nella categoria Soundtrack Single of the Year.
Nel 2001 My Heart Will Go On fu inserita anche nella lista delle Songs of the Century, ovvero le canzoni del secolo. Nel 2002 Céline Dion ricevette uno Special Award nella cerimonia annuale di premiazione dei Billboard Latin Music Award per My Heart Will Go On come prima canzone in inglese ad essere entrata nella classifica Hot Latin Tracks di Billboard.

## Interpretazioni dal vivo
Dal 1997 in poi Céline Dion, in ogni sua ospitata televisiva o concerto, ha sempre interpretato la canzone tema del film Titanic. Il brano fu presentato nel 1997 in molti programmi televisivi americani come The Rosie O'Donnel Show, The Tonight Show with Jay Leno e anche nella serata di gala annuale dell'UNICEF. Il 1º gennaio 1998 Céline interpretò My Heart Will Go On nel programma condotto da Matt Lauer, The Today Show.
Il 25 febbraio 1998 Céline cantò il suo nuovo singolo durante la 40ª edizione dei Grammy Award e un mese dopo nella 70ª edizione della cerimonia di premiazione degli Academy Awards; in quell'occasione la Dion indossò il Cuore dell'Oceano, il famoso diamante blu che appare nel film Titanic. Il 28 febbraio la Dion fu ospite nell'ultima serata della 48ª edizione del Festival di Sanremo dove presentò per la prima volta in Italia il suo nuovo singolo. Il 14 aprile andò in onda su VH1 il VH1 Divas Live: An Honors Concert For The VH1 Save The Music Foundation, un concerto benefico dove furono riunite cinque dive della musica internazionale tra le quali Céline Dion che cantò oltre a The Reason e River Deep, Mountain High anche My Heart Will Go On. Il 9 giugno Céline si esibì a Modena nel concerto benefico annuale Pavarotti & Friends for the children of Liberia, dove cantò insieme a Luciano Pavarotti sulle note di I Hate You Then I Love You. Il 25 novembre in occasione dello speciale televisivo These Are Special Times distribuito dalla CBS, la cantante canadese interpretò oltre alle canzoni del suo album natalizio anche il tema del film di James Cameron. Il 14 settembre 2002 all'Arie Crown Theater di Chicago, Céline partecipò al The Concert For World Children's Day, dove cantò My Heart Will Go On con al pianoforte il presentatore e anche direttore d'orchestra David Foster. L'esibizione fu registrata e pubblicata sul DVD The Concert For World Children's Day.
My Heart Will Go On dal 1998 in poi è stata interpretata in ogni tour intrapreso dalla Dion e anche nei due residency show di Las Vegas, A New Day... e Celine.
Molte di queste interpretazioni dal vivo sono state immortalate e pubblicate su alcuni home video della cantante, comeː Au cœur du stade (1999), Live in Las Vegas: A New Day... (2007), Celine: Through the Eyes of the World (2010), Taking Chances World Tour: The Concert (2010), Céline une seule fois / Live 2013 (2014).

## Impatto artistico
Dopo l'enorme successo del singolo, molte case e studi cinematografici tentarono di duplicare il successo ottenuto grazie a delle nuove canzoni a tema. Di fatto, in varie colonne sonore di film usciti nelle sale successivamente a Titanic figuravano singoli di artisti famosi, che mantenevano lo stile della ballad romantica simile alla canzone e allo stile di Céline Dion. È il caso, per esempio, di I Don't Want to Miss a Thing degli Aerosmith, tratta dal film Armageddon - Giudizio finale, o There You'll Be di Faith Hill di Pearl Harbor. Entrambe seguirono le tracce del tema del film di Cameron, una canzone d'amore per una storia tragica. Nessuno di quei brani, pur ottenendo comunque un buon successo commerciale, riuscì ad avvicinarsi al successo di My Heart Will Go On.
La canzone dopo il successo ottenuto divenne "l'eredità indelebile del film" e ad ogni ascolto di essa induce a ricordare il blockbuster e l'hype che lo circonda. La rivista USA Today concordò sul fatto che la canzone sarà per sempre legata al colossal Titanic. The Washington Post scrisse che "è il matrimonio tra musica e immagine a rendere la canzone e il film più grandi della somma delle loro parti".
The Atlantic affermò che "la sua popolarità non derivava dal fatto di essere stata rappresentata in eventi come i balli del liceo, matrimoni e funerali, ma essendo stata collocata in modo indelebile nella cultura pop attraverso numerosi spettacoli radiofonici, altoparlanti e altri media."
Céline Dion dichiaròː"My Heart Will Go On mi ha dato l'opportunità di essere associata a un classico che vivrà per sempre".

## Formati e tracce
CD Singolo Promo (Argentina) (Columbiaː 2-000368)
1. Mi Corazon Seguira Adelante (My Heart Will Go On) – 4:40 (testo: Will Jennings – musica: James Horner)
2. Mi Corazon Seguira Adelante (Edit) – 3:12 (testo: Jennings – musica: Horner)

CD Singolo Promo (Australia; Europa) (Epicː SAMP 1010; Columbiaː SAMPCS 4802)
1. My Heart Will Go On – 4:40 (testo: Jennings – musica: Horner)

CD Singolo Promo (Australia) (Sony Musicː SAMP1041)
1. Céline Dion – My Heart Will Go On (Love Theme from Titanic - Radio Remix) – 4:39 (testo: Jennings – musica: Horner)
2. Southampton (Radio Edit) – 3:04 (musica: Horner)

CD Singolo (Asia; Australia) (Columbiaː COL 665315.2; Epicː 665354 2)
1. My Heart Will Go On (Love Theme from Titanic) – 4:40 (testo: Jennings – musica: Horner)
2. Because You Loved Me (Theme From Up Close & Personal) – 4:33 (Diane Warren)
3. When I Fall in Love (From Sleepless In Seattle) – 3:25 (testo: Edward Heyman – musica: Victor Young)
4. Beauty and the Beast (From Beauty and the Beast) – 4:04 (testo: Howard Ashman – musica: Alan Menken)

CD Maxi Singolo Dance Mixes (Asia; Giappone) (Columbiaː COL 665915.2; Epicː ESCA 7299)
1. My Heart Will Go On (Tony Moran Mix) – 4:21 (testo: Jennings – musica: Horner)
2. My Heart Will Go On (Richie Jones Mix) – 4:15 (testo: Jennings – musica: Horner)
3. My Heart Will Go On (Soul Solution Mix) – 4:18 (testo: Jennings – musica: Horner)
4. My Heart Will Go On (Richie Jones "Unsinkable" Club Mix) – 10:03 (testo: Jennings – musica: Horner)
5. My Heart Will Go On (Matt & Vito's "Unsinkable" Epic Mix) – 9:53 (testo: Jennings – musica: Horner)

CD Singolo The Remixes (Australia) (Epicː 665354 5)
1. My Heart Will Go On (Tony Moran Mix) – 4:21 (testo: Jennings – musica: Horner)
2. My Heart Will Go On (Richie Jones Mix) – 4:15 (testo: Jennings – musica: Horner)
3. My Heart Will Go On (Soul Solution Mix) – 4:18 (testo: Jennings – musica: Horner)
4. Misled (The Serious Mix) – 7:22 (Peter Zizzo, Jimmy Bralower)
5. Love Can Move Mountains (Underground Vocal Mix) – 7:14 (Warren)

CD Singolo (Australia) (Epicː 665547 5)
1. My Heart Will Go On (Love Theme From Titanic - Soundtrack Version) – 4:40 (testo: Jennings – musica: Horner)
2. Have a Heart – 4:14 (testo: Ralph McCarthy – musica: Aldo Nova, Billy Steinberg)
3. Nothing Broken but My Heart – 5:55 (Warren)
4. Where Does My Heart Beat Now – 4:33 (testo: Robert White Johnson – musica: Taylor Rhodes)

CD Singolo Promo (Brasile) (Epicː 899.464/2-488468)
1. My Heart Will Go On (Tema de Amor do Film Titanic - Album Version) – 4:40 (testo: Jennings – musica: Horner)
2. My Heart Will Go On (Tema de Amor do Film Titanic - TV Track) – 4:33 (testo: Jennings – musica: Horner)

CD Maxi Singolo (Brasile; Europa) (Epicː 249009 5; Columbiaː COL 665315 2)
1. My Heart Will Go On (Love Theme from Titanic) – 4:40 (testo: Jennings – musica: Horner)
2. Because You Loved Me (Theme From Up Close & Personal) – 4:33 (Warren)
3. When I Fall in Love (feat. Clive Griffin) (From Sleepless In Seattle) – 3:25 (testo: Heyman – musica: Young)
4. Beauty and the Beast (feat. Peabo Bryson) (From Beauty and the Beast) – 4:04 (testo: Ashman – musica: Menken)

CD Maxi Singolo Dance Mixes (Brasile) (Epicː 44.050/2-490288)
1. My Heart Will Go On (Cuca's Radio Edit) – 4:22 (testo: Jennings – musica: Horner)
2. My Heart Will Go On (Tony Moran's Anthem Edit) – 4:21 (testo: Jennings – musica: Horner)
3. My Heart Will Go On (Richie Jones "Unsinkable" Edit) – 4:15 (testo: Jennings – musica: Horner)
4. My Heart Will Go On (Tony Moran's Anthem Vocal) – 9:41 (testo: Jennings – musica: Horner)

CD Singolo (Corea del Sud) (Columbiaː CPK-1890)
1. My Heart Will Go On (Love Theme from Titanic) – 4:40 (testo: Jennings – musica: Horner)
2. Because You Loved Me (Theme From Up Close & Personal) – 4:33 (Warren)
3. When I Fall in Love (feat. Clive Griffin) (From Sleepless In Seattle) – 4:19 (testo: Heyman – musica: Young)
4. Beauty and the Beast (feat. Peabo Bryson) (From Beauty and the Beast) – 4:04 (testo: Ashman – musica: Menken)

CD Singolo Dance Mixes (Corea del Sud; Malesia) (Columbiaː CPK-1914; Columbiaː 665915 2)
1. My Heart Will Go On (Tony Moran Mix) – 4:21 (testo: Jennings – musica: Horner)
2. My Heart Will Go On (Richie Jones Mix) – 4:15 (testo: Jennings – musica: Horner)
3. My Heart Will Go On (Soul Solution Mix) – 4:18 (testo: Jennings – musica: Horner)
4. My Heart Will Go On (Richie Jones "Unsinkable" Club Mix) – 10:03 (testo: Jennings – musica: Horner)
5. My Heart Will Go On (Matt & Vito's "Unsinkable" Epic Mix) – 9:53 (testo: Jennings – musica: Horner)

CD Singolo (Europa) (Columbiaː COL 665315 1)
1. My Heart Will Go On (Love Theme from Titanic) – 4:40 (testo: Jennings – musica: Horner)
2. Because You Loved Me (Theme from Up Close & Personal) – 4:33 (Warren)

CD Singolo (Europa) (Columbiaː COL 665315 3)
1. My Heart Will Go On (Love Theme from Titanic - Album Version) – 4:40 (testo: Jennings – musica: Horner)
2. My Heart Will Go On (Tony Moran Remix) – 4:21 (testo: Jennings – musica: Horner)

CD Singolo (Europa) (Columbiaː COL 665315 9)
1. My Heart Will Go On (Love Theme from Titanic) – 4:40 (testo: Jennings – musica: Horner)
2. Southampton – 4:02 (musica: Horner)

CD Singolo (Europa; Regno Unito) (Epicː 665547 5)
1. My Heart Will Go On (Love Theme From Titanic - Soundtrack Version) – 5:07 (testo: Jennings – musica: Horner)
2. Have a Heart – 4:12 (testo: McCarthy – musica: Nova, Steinberg)
3. Nothing Broken but My Heart – 5:55 (Warren)
4. Where Does My Heart Beat Now – 4:32 (testo: Johnson – musica: Rhodes)

CD Maxi Singolo Dance Mixes (Europa; Sudafrica) (Columbiaː COL 665315 5; Columbiaː CDSIN263I)
1. My Heart Will Go On (Album Version) – 4:40 (testo: Jennings – musica: Horner)
2. My Heart Will Go On (Tony Moran Mix) – 4:21 (testo: Jennings – musica: Horner)
3. My Heart Will Go On (Richie Jones Mix) – 4:15 (testo: Jennings – musica: Horner)
4. My Heart Will Go On (Soul Solution Mix) – 4:18 (testo: Jennings – musica: Horner)

CD Singolo (Francia) (Columbiaː COL 665478 1)
1. The Reason – 5:01 (Carole King, Mark Hudson, Greg Wells)
2. My Heart Will Go On (Love Theme from Titanic) – 4:40 (testo: Jennings – musica: Horner)

CD Singolo Promo (Germania) (Columbiaː 11-004802-17)
1. My Heart Will Go On (das Liebeslied aus dem neuen James Cameron Film "Titanic") – 4:40 (testo: Jennings – musica: Horner)

CD Mini Singolo (Giappone) (Epicː ESDA 7177)
1. My Heart Will Go On (Love Theme from Titanic) – 4:41 (testo: Jennings – musica: Horner)
2. Beauty and the Beast (feat. Peabo Bryson) – 4:05 (testo: Ashman – musica: Menken)

CD Singolo Promo (Messico; Regno Unito) (Columbiaː PRCD 97178; Epicː XPCD2235)
1. My Heart Will Go On (Love Theme from Titanic) – 4:40 (testo: Jennings – musica: Horner)

CD Maxi Singolo Dance Mixes (Messico) (Columbiaː CDMIX 658679)
1. My Heart Will Go On (Tony Moran Mix) – 4:21 (testo: Jennings – musica: Horner)
2. My Heart Will Go On (Richie Jones Mix) – 4:15 (testo: Jennings – musica: Horner)
3. My Heart Will Go On (Soul Solution Mix) – 4:18 (testo: Jennings – musica: Horner)
4. My Heart Will Go On (Tony Morans Anthem Vocal) – 9:46 (testo: Jennings – musica: Horner)
5. My Heart Will Go On (Matt & Vito's Penny Whistle Dub) – 3:23 (testo: Jennings – musica: Horner)
6. My Heart Will Go On (Richie Jones "Go On" Beats) – 5:10 (testo: Jennings – musica: Horner)
7. My Heart Will Go On (Richie Jones "Unsinkable" Club Mix) – 10:04 (testo: Jennings – musica: Horner)
8. My Heart Will Go On (Soul Solution Percapella) – 4:18 (testo: Jennings – musica: Horner)
9. My Heart Will Go On (Matt & Vito's Unsinkable Epic Mix) – 9:53 (testo: Jennings – musica: Horner)
10. My Heart Will Go On (Soul Solution Bonus Beats) – 3:31 (testo: Jennings – musica: Horner)

CD Singolo At The Movies EP (Regno Unito) (Epicː 665547 2)
1. My Heart Will Go On (Love Theme from Titanic) – 4:40 (testo: Jennings – musica: Horner)
2. Because You Loved Me (Theme From Up Close & Personal) – 4:33 (Warren)
3. When I Fall in Love (feat. Clive Griffin) (From Sleepless In Seattle) – 4:19 (testo: Heyman – musica: Young)
4. Beauty and the Beast (feat. Peabo Bryson) (From Beauty and the Beast) – 4:04 (testo: Ashman – musica: Menken)

CD Singolo (Thailandia; Sudafrica) (Columbiaː COL 665315.2; Columbiaː CDSIN 239 I)
1. My Heart Will Go On (Love Theme from Titanic) – 4:40 (testo: Jennings – musica: Horner)
2. Because You Loved Me (Theme From Up Close & Personal) – 4:33 (Warren)
3. When I Fall in Love (feat. Clive Griffin) (From Sleepless In Seattle) – 4:19 (testo: Heyman – musica: Young)
4. Beauty and the Beast (feat. Peabo Bryson) (From Beauty and the Beast) – 4:04 (testo: Ashman – musica: Menken)

CD Singolo Promo (Stati Uniti) (550 Musicː BSK 3742)
1. My Heart Will Go On (Love Theme from Titanic) – 4:40 (testo: Jennings – musica: Horner)

CD Singolo (Stati Uniti) (550 Musicː 36K 78825)
1. Céline Dion – My Heart Will Go On (Love Theme from 'Titanic) – 4:40 (testo: Jennings – musica: Horner)
2. Rose – 2:52 (musica: Horner)

LP Singolo 12" Dance Mixes (Europa) (Columbiaː 665315 8)
1. My Heart Will Go On (Tony Moran Mix) – 4:21 (testo: Jennings – musica: Horner)
2. My Heart Will Go On (Richie Jones Mix) – 4:15 (testo: Jennings – musica: Horner)
3. My Heart Will Go On (Soul Solution) – 4:18 (testo: Jennings – musica: Horner)
4. My Heart Will Go On (Album Version) – 4:40 (testo: Jennings – musica: Horner)

LP Singolo 12" EP (Francia) (Columbiaː COL 665315 6)
1. My Heart Will Go On (Love Theme from Titanic) – 4:40 (testo: Jennings – musica: Horner)
2. Because You Loved Me (Theme From Up Close & Personal) – 4:33 (Warren)
3. When I Fall in Love (feat. Clive Griffin) – 4:19 (testo: Heyman – musica: Young)
4. Beauty and the Beast (feat. Peabo Bryson) – 4:04 (testo: Ashman – musica: Menken)

LP Singolo Promo 12" The Celine Dion 12" Boat Disco Collection (Regno Unito) (Epicː XPR 3229)
1. My Heart Will Go On (Tony Moran's Anthem Vocal) – 9:44 (testo: Jennings – musica: Horner)
2. My Heart Will Go On (Matt & Vito's Unsinkable Epic Mix) – 9:52 (testo: Jennings – musica: Horner)

LP Singolo Promo 12" The Celine Dion 12" Boat Disco Collection (Regno Unito) (Epicː XPR 3236)
1. My Heart Will Go On (Soul Solution Drama At Sea Mix) – 9:13 (testo: Jennings – musica: Horner)
2. My Heart Will Go On (Richie Jones "Unsinkable" Club Mix) – 10:02 (testo: Jennings – musica: Horner)

LP Singolo Promo 12" (Stati Uniti) (550 Musicː B2S 41125)
1. My Heart Will Go On (Tony Moran's Anthem Vocal) – 9:41 (testo: Jennings – musica: Horner)
2. My Heart Will Go On (Matt & Vito's Penny Whistle Dub) – 3:21 (testo: Jennings – musica: Horner)
3. My Heart Will Go On (Soul Solution Drama At Sea Mix W/ Drum Intro) – 9:10 (testo: Jennings – musica: Horner)
4. My Heart Will Go On (Richie Jones "GO ON" Beats) – 5:12 (testo: Jennings – musica: Horner)
5. My Heart Will Go On (Richie Jones "UNSINKABLE" Club Mix) – 10:02 (testo: Jennings – musica: Horner)
6. My Heart Will Go On (Soul Solution Percapella) – 4:16 (testo: Jennings – musica: Horner)
7. My Heart Will Go On (Matt & Vito's "UNSINKABLE" Epic Mix) – 9:51 (testo: Jennings – musica: Horner)
8. My Heart Will Go On (Soul Solution Bonus Beats) – 3:32 (testo: Jennings – musica: Horner)

MC Singolo (Asia; Australia) (Columbiaː COL 665315.4; Epicː 665354 8)
1. My Heart Will Go On (Love Theme from Titanic) – 4:40 (testo: Jennings – musica: Horner)
2. Because You Loved Me (Theme From Up Close & Personal) – 4:33 (Warren)
3. When I Fall in Love (feat. Clive Griffin) – 4:19 (testo: Heyman – musica: Young)
4. Beauty and the Beast (feat. Peabo Bryson) – 4:04 (testo: Ashman – musica: Menken)

MC Singolo Dance Mixes (Canada; Indonesia) (Sony Musicː 665915.4; Columbiaː 665315.4)
1. My Heart Will Go On (Tony Moran Mix) – 4:21 (testo: Jennings – musica: Horner)
2. My Heart Will Go On (Richie Jones Mix) – 4:15 (testo: Jennings – musica: Horner)
3. My Heart Will Go On (Soul Solution Mix) – 4:18 (testo: Jennings – musica: Horner)
4. My Heart Will Go On (Richie Jones "Unsinkable" Club Mix) – 10:03 (testo: Jennings – musica: Horner)
5. My Heart Will Go On (Matt & Vito's "Unsinkable" Epic Mix) – 9:53 (testo: Jennings – musica: Horner)

MC Singolo (Malesia) (Columbiaː 665315 4)
1. My Heart Will Go On (Love Theme from Titanic) – 4:40 (testo: Jennings – musica: Horner)
2. Because You Loved Me (Theme From Up Close & Personal) – 4:33 (Warren)
3. When I Fall in Love (feat. Clive Griffin) – 4:19 (testo: Heyman – musica: Young)
4. Beauty and the Beast (feat. Peabo Bryson) – 4:04 (testo: Ashman – musica: Menken)

MC Singolo Dance Mixes (Malesia; Thailandia) (Columbiaː 665915.4; Columbiaː 665315.4)
1. My Heart Will Go On (Tony Moran Mix) – 4:21 (testo: Jennings – musica: Horner)
2. My Heart Will Go On (Richie Jones Mix) – 4:15 (testo: Jennings – musica: Horner)
3. My Heart Will Go On (Soul Solution Mix) – 4:18 (testo: Jennings – musica: Horner)
4. My Heart Will Go On (Richie Jones "Unsinkable" Club Mix) – 10:03 (testo: Jennings – musica: Horner)
5. My Heart Will Go On (Matt & Vito's "Unsinkable" Epic Mix) – 9:53 (testo: Jennings – musica: Horner)

MC Singolo (Regno Unito) (Epicː 665547 4)
1. Céline Dion – My Heart Will Go On (Love Theme from 'Titanic) – 4:40 (testo: Jennings – musica: Horner)
2. I Love You – 5:30 (musica: Nova)

MC Singolo (Stati Uniti) (550 Musicː 36T 78825)
1. Céline Dion – My Heart Will Go On (Love Theme from 'Titanic) – 4:40 (testo: Jennings – musica: Horner)
2. Rose – 2:52 (musica: Horner)

MD Singolo (Giappone) (Epicː ESYA 1126)
1. My Heart Will Go On (Love Theme from Titanic) – 4:40 (testo: Jennings – musica: Horner)
2. Because You Loved Me (Theme From Up Close & Personal) – 4:33 (Warren)
3. When I Fall in Love (feat. Clive Griffin) – 4:19 (testo: Heyman – musica: Young)
4. Beauty and the Beast (feat. Peabo Bryson) – 4:04 (testo: Ashman – musica: Menken)
5. My Heart Will Go On (Tony Moran Mix) – 4:21 (testo: Jennings – musica: Horner)
6. My Heart Will Go On (Richie Jones Mix) – 4:15 (testo: Jennings – musica: Horner)

## Versioni ufficiali
- My Heart Will Go On (Love Theme From Titanic - Album Version) – 4:40
- My Heart Will Go On (Love Theme From Titanic - Soundtrack Version) – 5:07
- My Heart Will Go On (Matt & Vito's Penny Whistle Dub) – 3:23
- My Heart Will Go On (Matt & Vito's "Unsinkable" Epic Mix) – 9:53
- My Heart Will Go On (Richie Jones "Go On" Beats) – 5:10
- My Heart Will Go On (Richie Jones Mix) – 4:15
- My Heart Will Go On (Richie Jones "Unsinkable" Club Mix) – 10:03

- My Heart Will Go On (Richie Jones "Unsinkable" Edit) – 4:15
- My Heart Will Go On (Soul Solution Bonus Beats) – 3:31
- My Heart Will Go On (Soul Solution Drama At Sea Mix) – 9:13
- My Heart Will Go On (Soul Solution Mix) – 4:18
- My Heart Will Go On (Soul Solution Percapella) – 4:18
- My Heart Will Go On (Tony Moran's Anthem Vocal) – 9:41
- My Heart Will Go On (Tony Moran Mix) – 4:21

## Classifiche

### Classifiche settimanali
| Classifica (1997-1998)                                 | Posizione massima raggiunta |
| ------------------------------------------------------ | --------------------------- |
| Australia (ARIA)                                       | 1                           |
| Austria (Ö3 Austria Top 40)                            | 1                           |
| Belgio Fiandre (Ultratop 50)                           | 1                           |
| Belgio Vallonia (Ultratop 50)                          | 1                           |
| Canada (RPM 100 Hit Tracks)                            | 1                           |
| Canada (RPM Adult Contemporary Tracks)                 | 1                           |
| Danimarca (Track Top-40)                               | 1                           |
| Europa (Eurochart Hot 100 Singles)                     | 1                           |
| Finlandia (Suomen virallinen lista)                    | 1                           |
| Francia (SNEP)                                         | 1                           |
| Germania (Media Control Charts)                        | 1                           |
| Giappone (Oricon) Mini Singolo                         | 34                          |
| Giappone (Oricon) Maxi Singolo - Dance Mixes           | 49                          |
| Grecia (IFPI Greece)                                   | 1                           |
| Irlanda (IRMA)                                         | 1                           |
| Islanda (Íslenski Listinn Topp 40)                     | 1                           |
| Italia (FIMI)                                          | 1                           |
| Norvegia (VG-lista)                                    | 1                           |
| Nuova Zelanda (Recorded Music NZ)                      | 34                          |
| Paesi Bassi (Dutch Top 40)                             | 1                           |
| Paesi Bassi (Single Top 100)                           | 1                           |
| Polonia (Polish Music Charts)                          | 2                           |
| Québec (ADISQ)                                         | 1                           |
| Regno Unito (Official Singles Chart Top 100)           | 1                           |
| Scozia (Official Scottish Singles Sales Chart Top 100) | 1                           |
| Spagna (PROMUSICAE)                                    | 1                           |
| Stati Uniti (Billboard Adult Top 40)                   | 3                           |
| Stati Uniti (Billboard Hot 100)                        | 1                           |
| Stati Uniti (Billboard Hot 100 Airplay)                | 1                           |
| Stati Uniti (Billboard Hot Adult Contemporary Tracks)  | 1                           |
| Stati Uniti (Billboard Hot Latin Pop Airplay)          | 1                           |
| Stati Uniti (Billboard Hot Latin Tracks)               | 1                           |
| Stati Uniti (Billboard Latin Pop Songs)                | 1                           |
| Stati Uniti (Billboard Mainstream Top 40)              | 1                           |
| Stati Uniti (Billboard Rhythmic Songs)                 | 3                           |
| Stati Uniti (Billboard Tropical Songs)                 | 2                           |
| Svezia (Sverigetopplistan)                             | 1                           |
| Svizzera (Schweizer Hitparade)                         | 1                           |

### Classifiche di fine anno
| Classifica (1998)                                               | Posizione |
| --------------------------------------------------------------- | --------- |
| Australia (ARIA)                                                | 14        |
| Austria (Ö3 Austria Top 40 - Jahreshitparade 1998)              | 2         |
| Belgio Fiandre (Ultratop Singles jaaroverzichten 1998)          | 1         |
| Belgio Vallonia (Ultratop Singles rapports annuels 1998)        | 2         |
| Canada (RPM's Top 100 Hits of 1998)                             | 3         |
| Canada (RPM'S Top 100 Adult Contemporary Tracks of '98)         | 1         |
| Europa (Eurochart Hot 100 Singles 1998)                         | 1         |
| Francia (SNEP, Classement Singles - année 1998)                 | 3         |
| Germania (Top 100 Sinlge-Jahrescharts)                          | 1         |
| Islanda (Íslenski Listinn Topp 100)                             | 2         |
| Norvegia (VG-lista)                                             | 1         |
| Paesi Bassi (Dutch Charts Jaaroverzichten - Single 1998)        | 1         |
| Paesi Bassi (Single Top 100 Van 1998)                           | 1         |
| Regno Unito (Official Singles Charts - 1998)                    | 2         |
| Stati Uniti (Billboard Hot 100 Singles)                         | 13        |
| Stati Uniti (Billboard Hot 100 Singles Sales)                   | 43        |
| Stati Uniti (Billboard Hot Adult Contemporary Singles & Tracks) | 5         |
| Stati Uniti (Billboard Hot Latin Pop Tracks)                    | 7         |
| Stati Uniti (Billboard Hot Soundtrack Singles)                  | 1         |
| Svezia (Sverigetopplistan)                                      | 1         |
| Svizzera (Schweizer Jahreshitparade 1998)                       | 1         |

### Classifiche di fine decennio
| Classifica (1990-1999)                                    | Posizione |
| --------------------------------------------------------- | --------- |
| Austria (Ö3 Austria Top 50 - Bestenlisten Singles 1990er) | 18        |
| Canada (Billboard - Digital Songs by Decade 1990s)        | 3         |
| Germania (German Top 300 of the 90s)                      | 6         |
| Paesi Bassi (Dutch Decenniumlijst: 90's)                  | 8         |

### Classifiche di tutti i tempi
| Classifica                                       | Posizione |
| ------------------------------------------------ | --------- |
| Belgio Fiandre (Ultratop 1001)                   | 95        |
| Finlandia (Suomen virallinen lista)              | 95        |
| Francia (SNEP)                                   | 49        |
| Svizzera (Schweizer Ewige Bestenliste - Singles) | 87        |

## Crediti e personale
Registrazione
- Registrato a Hit Factory di New York City (NY)

Personale
- Arrangiato da - Walter Afanasieff
- Mixato da - Humberto Gatica
- Mixato da (Soundtrack Version) - Simon Franglen
- Musica di - James Horner
- Produttore - Walter Afanasieff
- Produttore aggiuntivo - James Horner
- Produttore Soundtrack Version - James Horner, Simon Franglen
- Produttore esecutivo - John Doelp, Vito Luprano
- Testi di - Will Jennings

## Cronologia di rilascio
| Paese         | Data             | Formato           |
| ------------- | ---------------- | ----------------- |
| Asia          | 1998             | CD • Musicassetta |
| Australia     | 1997             | CD                |
| Australia     | 1998             | CD • Musicassetta |
| Brasile       | 1997             | CD                |
| Brasile       | 1998             | CD                |
| Canada        | 1998             | Musicassetta      |
| Corea del Sud | 1997             | CD                |
| Corea del Sud | 1998             | CD                |
| Europa        | 1997             | CD • Vinile (12") |
| Europa        | 1998             | CD                |
| Francia       | 1997             | CD • Vinile (12") |
| Giappone      | 14 gennaio 1998  | CD                |
| Giappone      | 20 giugno 1998   | CD • Minidisc     |
| Indonesia     | 1998             | Musicassetta      |
| Malesia       | 1998             | CD • Musicassetta |
| Messico       | 1998             | CD                |
| Regno Unito   | 1997             | CD (EP)           |
| Regno Unito   | 1998             | CD • Musicassetta |
| Thailandia    | 1998             | CD • Musicassetta |
| Stati Uniti   | 1998             | Musicassetta      |
| Stati Uniti   | febbraio 1998    | CD                |
| Sudafrica     | 1997             | CD                |
| Sudafrica     | 14 febbraio 1998 | CD                |

## Cover di altri artisti
- Nel 1998 il soprano inglese Sarah Brightman rilascia Eden, un album che include Il Mio Cuore Va, versione adattata in italiano di My Heart Will Go On.[173] Un'altra cover pubblicata nel '98 fu quella registrata da Neil Diamond per il suo album The Movie Album (As Time Goes By).[174] Nel 1998 fu pubblicata anche una cover strumentale realizzata dal musicista sassofonista Kenny G. Questa versione fu inclusa nell'album Smooth Sax (The Music Of Kenny G), pubblicato in Europa nel 1999.[175]
- Nel 2008 in Svezia una giovane Zara Larsson pubblica come primo singolo della sua carriera discografica la sua versione di My Heart Will Go On.[176]
- Nel 2009 la cantante italiana Daniela Pedali pubblicò un album contenente una cover in italiano intitolata Una Vita Infinita (My Heart Will Go On).[177] Nello stesso anno Eric Martin pubblicò un album di cover dove fu inserita anche una della canzone di Céline Dion.
- L'11 dicembre 2018 il cantate Dimaş Qūdaibergen ha presentato ad un festival una sua versione della popolare canzone .
- Nel 2019 la band inglese DragonForce pubblica come ultimo brano del suo ottavo album Extreme power metal una cover in chiave pover metal di My Heart Will Go On.
- Nel 2021 la cantante italiana Benedetta Caretta ha pubblicò l'album Benedetta contenente la cover del brano (Lina Records, 2021), uscito negli Stati Uniti d'America.
- Tina Arena
- Sandy & Junior
- New Found Glory.
- Eric D. Snider
- "Weird Al" Yankovic ha fatto una parodia dal titolo "Free Delivery."
- Big Daddy
- Neal Schon
- James Galway
- Michael Ball
- Kimberley Locke nella seconda stagione del reality show American Idol
- Diana Degarmo nella terza stagione del reality show American Idol
- Yuna Ito
- Eugene Levy ne ha fatto una parodia in un suo spettacolo.
- Mariam Venizelou
- Valerio Scanu nel Valerio Scanu Live in Roma
- Carly Rose Sonenclar nel talent show The X Factor Usa
- Me First and the Gimme Gimmes nell'album Are We Not Men? We Are Diva!
- Belinda (cantante) Cantante messicana, la cantò in un suo concerto.
- Laura Esquivel
- Onyria Band italo-inglese

## Curiosità
- A questo singolo si è ispirato moltissimo il brano I tanti segreti di un cuore innamorato (1998,RTI Music), scritto da Alessandra Valeri Manera, composto da Franco Fasano e cantato da Cristina D'Avena, che è stato utilizzato come sigla italiana per la serie animata Wedding Peach - I tanti segreti di un cuore innamorato.